# Aritranis
Aritranis is een insectengeslacht dat behoort tot de orde vliesvleugeligen (Hymenoptera) en de familie van de gewone sluipwespen (Ichneumonidae).
De wetenschappelijke naam is voor het eerst geldig gepubliceerd in 1869 door Arnold Förster, evenwel zonder vermelding van een soortnaam. Cryptus explorator Tschek, 1871 is later aangeduid als de typesoort van het geslacht.
Dit geslacht komt verspreid voor over het Holarctisch gebied; de meeste soorten komen voor in Eurazië.

## Soorten
- A. alexanderi (Townes, 1962)
- A. claviventris (Kriechbaumer, 1894)
- A. confusator Aubert, 1968
- A. confuscator Aubert, 1968
- A. chinensis (Uchida, 1952)
- A. director (Thunberg, 1822)
- A. explorator (Tschek, 1871)
- A. freemani (Townes, 1962)
- A. intellector (Aubert, 1968)
- A. jonica (Tschek, 1872)
- A. longicauda (Kriechbaumer, 1873)
- A. nigrifemur (Szepligeti, 1916)
- A. nigripes (Gravenhorst, 1829)
- A. nitida (Ceballos, 1921)
- A. occisor (Gravenhorst, 1829)
- A. platyaspis (Townes, 1962)
- A. regalis Schwarz, 2005
- A. robiniae Sun & Sheng, 2006
- A. sanguinolenta (Gravenhorst, 1829)
- A. sardiniensis Schwarz, 2005